# Promethei Rupes
Promethei Rupes és una formació geològica de tipus rupes a la superfície de Mart, localitzada amb el sistema de coordenades planetocèntriques a -75.23 latitud N i 133.67 ° longitud E, que fa 1.379,21 km de diàmetre. El nom va ser aprovat per la UAI l'any 1976 i fa referència a una característica d'albedo.